# مات ميرفي (سياسي)
مات ميرفي (بالإنجليزية: Matt Murphy)‏ هو سياسي أمريكي، ولد في 11 مارس 1970 في الولايات المتحدة. حزبياً، نشط في الحزب الجمهوري.